# Paradichromadora brevicula
Paradichromadora brevicula is een rondwormensoort uit de familie van de Chromadoridae. De wetenschappelijke naam van de soort is voor het eerst geldig gepubliceerd in 1991 door Dashchenko.